# Koderma
Koderma (en hindi: कोडरमा ) es una localidad de la India, centro administrativo del distrito de Koderma en el estado de Jharkhand.

## Geografía
Se encuentra a una altitud de 388 m s. n. m. a 169 km de la capital estatal, Ranchi, en la zona horaria UTC +5:30.

## Demografía
Según estimación 2010 contaba con una población de 22 087 habitantes. de los cuales 11,941 eran hombres y 10,692 mujeres. Kodarma tiene una tasa de alfabetización promedio del 63%, superior al promedio nacional del 59.5%.